# Greeffiellopsis comosa
Greeffiellopsis comosa är en rundmaskart. Greeffiellopsis comosa ingår i släktet Greeffiellopsis, och familjen Desmoscolecidae. Arten är reproducerande i Sverige.